# Droga wojewódzka 703
Die Droga wojewódzka 703 (DW 703) ist eine 84 Kilometer lange Droga wojewódzka (Woiwodschaftsstraße) in der polnischen Woiwodschaft Łódź, die durch einen Knoten in Wartkowice mit der Autostrada A1 und der Autostrada A2 verbunden ist. Die Straße liegt im Powiat Poddębicki, im Powiat Łęczycki, und im Powiat Łowicki. Teilweise verläuft sie ident mit der Droga krajowa 72.

## Straßenverlauf
Woiwodschaft Łódź, Powiat Poddębicki
- 00 km  Porczyny (DW 473)
- 05,6 km  Praga (DK 72)
-  Tunnel (unter einer Bahnstrecke)
-  Brücke (Ner)
- 07,3 km  Poddębice (Poddembice)
- 17 km  Stary Gostków (DW 469)
- 20 km  Anschlussstelle, Wartkowice (A 2, E 30)

Woiwodschaft Łódź, Powiat Łęczycki
- 34 km  Łęczyca (Lenczyca) (DK 91)
-  Anschlussstelle, Piątek (A 1, E 75)
- 53 km  Piątek (DW 702)

Woiwodschaft Łódź, Powiat Łowicki
- 84 km  Łowicz (Lowitsch) (DK 14)